# Nati nel 1285
| Questa pagina contiene informazioni ricavate automaticamente dalle voci biografiche con l'ausilio del template Bio e di un bot. L'aggiornamento è periodico e automatico e ricostruisce completamente la pagina. Se manca una persona in questa lista, sei pregato di non aggiungerla, ma accertati piuttosto che la sua voce biografica contenga il template Bio e che i dati anagrafici siano correttamente compilati. Se il template Bio manca, inseriscilo tu stesso o, in alternativa, metti l'avviso {{tmp\|Bio}} che ne segnala la mancanza. Se i dati riportati sono sbagliati, correggi direttamente la voce biografica; le modifiche saranno visibili in questa lista entro pochi giorni. Per chiarimenti vedi il progetto biografie. La lista contiene solo le 21 persone che sono citate nell'enciclopedia e per le quali è stato implementato correttamente il template Bio. Pagina aggiornata al 10 ago 2025. |

- 9 marzo - Go-Nijō, imperatore giapponese († 1308)
- 23 marzo - Al-Mustakfi, califfo arabo († 1340)
- 24 marzo - Al-Nasir Muhammad, sultano († 1341)
- 9 aprile - Buyantu Khan, imperatore cinese († 1320)
- 1º maggio - Edmund FitzAlan, IX conte di Arundel, nobile inglese († 1326)
- 6 dicembre - Ferdinando IV di Castiglia, re spagnolo († 1312)
- Baldovino di Lussemburgo, arcivescovo cattolico tedesco († 1354)
- Ḍiyāʾ al-Dīn Baranī, storico indiano
- Ferrer Bassa, pittore e miniaturista spagnolo († 1348)
- Papa Benedetto XII, papa, vescovo cattolico e cardinale francese († 1342)
- Giorgio Del Zoppo, condottiero italiano († 1342)
- Patrick Dunbar, IX conte di March, nobile scozzese († 1368)
- Elisabetta d'Austria, duchessa († 1352)
- Elzeario da Sabrano, nobile francese († 1323)
- Eufemia di Pomerania, regina danese († 1330)
- Giacomo da Cerqueto, presbitero italiano († 1366)
- Giovanni Quirini, poeta e mercante italiano († 1333)
- Sancha d'Aragona († 1345)
- Matteo Silvatico, medico italiano († 1342)
- Alexander Bruce, nobile e religioso scozzese († 1307)
- Diego della Ratta, nobile italiano († 1325)